# NGC 2851
NGC 2851 ist eine linsenförmige Galaxie vom Hubble-Typ S0 im Sternbild Hydra südlich der Ekliptik. Sie ist schätzungsweise 223 Mio. Lichtjahre von der Milchstraße entfernt und hat einen Durchmesser von etwa 85.000 Lichtjahren.

Im selben Himmelsareal befinden sich u. a. die Galaxien NGC 2811 und NGC 2848.
Die Typ-Ia-Supernova SN 1991K wurde hier beobachtet.
Das Objekt wurde am 27. Februar 1886 von Lewis Swift entdeckt.